# British Airways

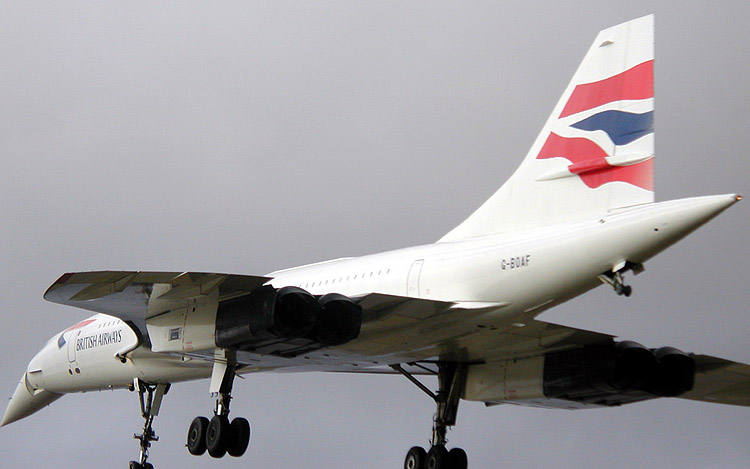
British Airways Concorde

British Airways (LSE: BAY, NYSE: BAB) este cea mai mare companie aeriană din Regatul Unit și a treia ca mărime în Europa, (după Air France-KLM și Lufthansa).
Compania are nodul principal la Aeroportul Londra Heathrow. A fost înființată în anul 1936 prin fuziunea a trei companii minore. Numele a fost redat companiei în anul 1974. În 1987 compania a fost privatizată.